# Store norske leksikon
Store norske leksikon (Wielka encyklopedia norweska) – norweska encyklopedia w języku norweskim w standardzie bokmål. Powstała po fuzji dwóch dużych, tworzących encyklopedie i słowniki, wydawnictw norweskich Aschehoug i Gyldendal w 1978 roku, które utworzyły wydawnictwo Kunnskapsforlaget.

## Wydania papierowe

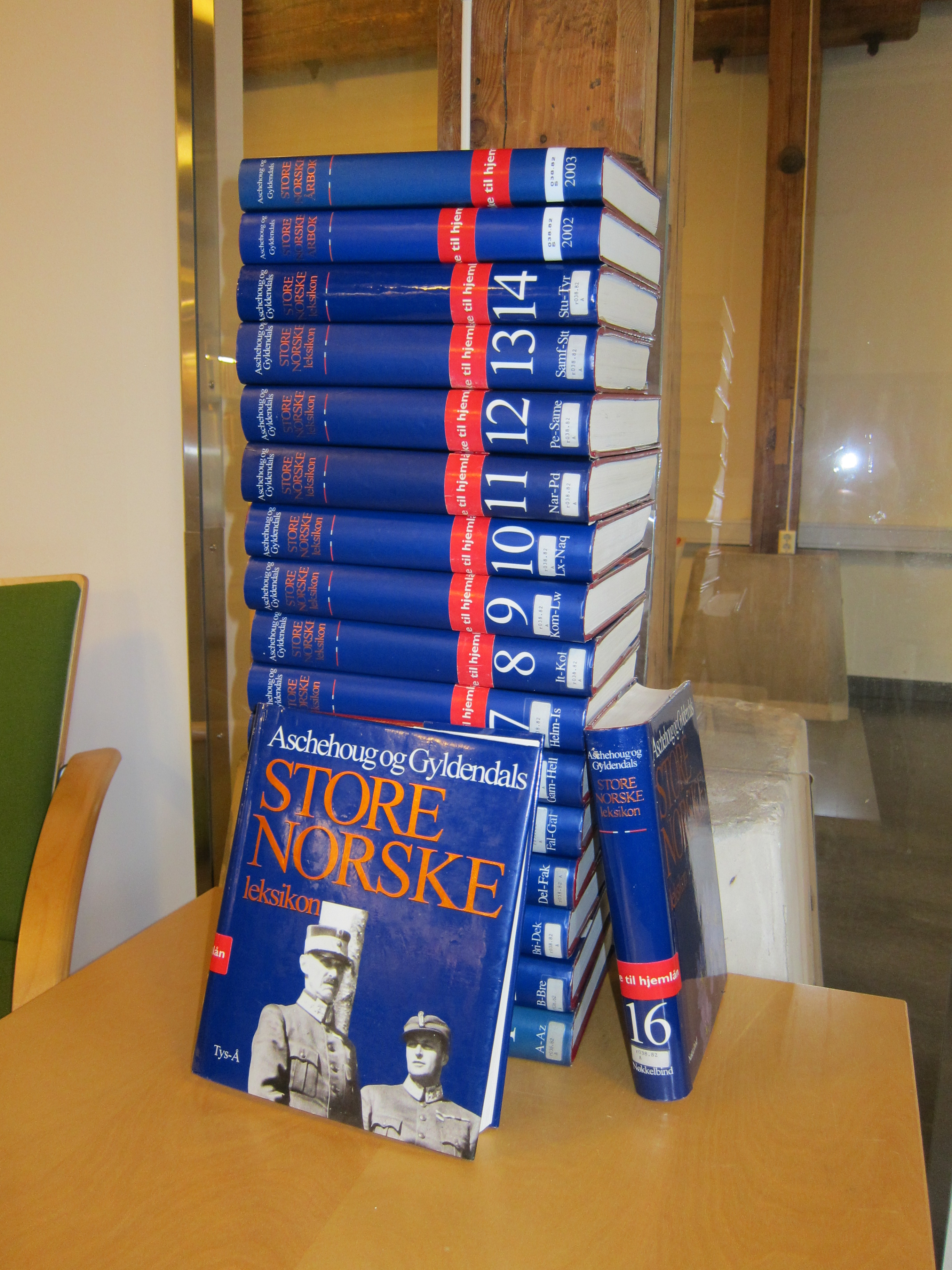
Trzecie wydanie encyklopedii

Na przestrzeni lat 1978–2007 opublikowano cztery wydania papierowe encyklopedii. Ostatnie wydanie, opublikowane przy wsparciu finansowym stowarzyszenia Fritt Ord, zawierało 150 tys. haseł i 16 tys. ilustracji. W 2010 roku ogłoszono, że nie będzie już wydań papierowych encyklopedii.
| Wyd. | Data publikacji | Objętość | Redaktorzy                                 |
| ---- | --------------- | -------- | ------------------------------------------ |
| 1.   | 1978–1981       | 12 tomów | Olaf Kortner, Preben Munthe, Egil Tveterås |
| 2.   | 1986–1989       | 15 tomów | Olaf Kortner, Preben Munthe, Egil Tveterås |
| 3.   | 1995–1999       | 16 tomów | Petter Henriksen                           |
| 4.   | 2005–2007       | 16 tomów | Petter Henriksen                           |

## Encyklopedia internetowa
Encyklopedia dostępna jest on-line od 2000 roku, a od 2009 roku może być edytowana przez użytkowników. Kunnskapsforlaget korzysta jednak z pomocy ekspertów przy sprawdzaniu treści zamieszczonych przez czytelników. Część artykułów publikowana jest na wolnej licencji.